# Wœrth

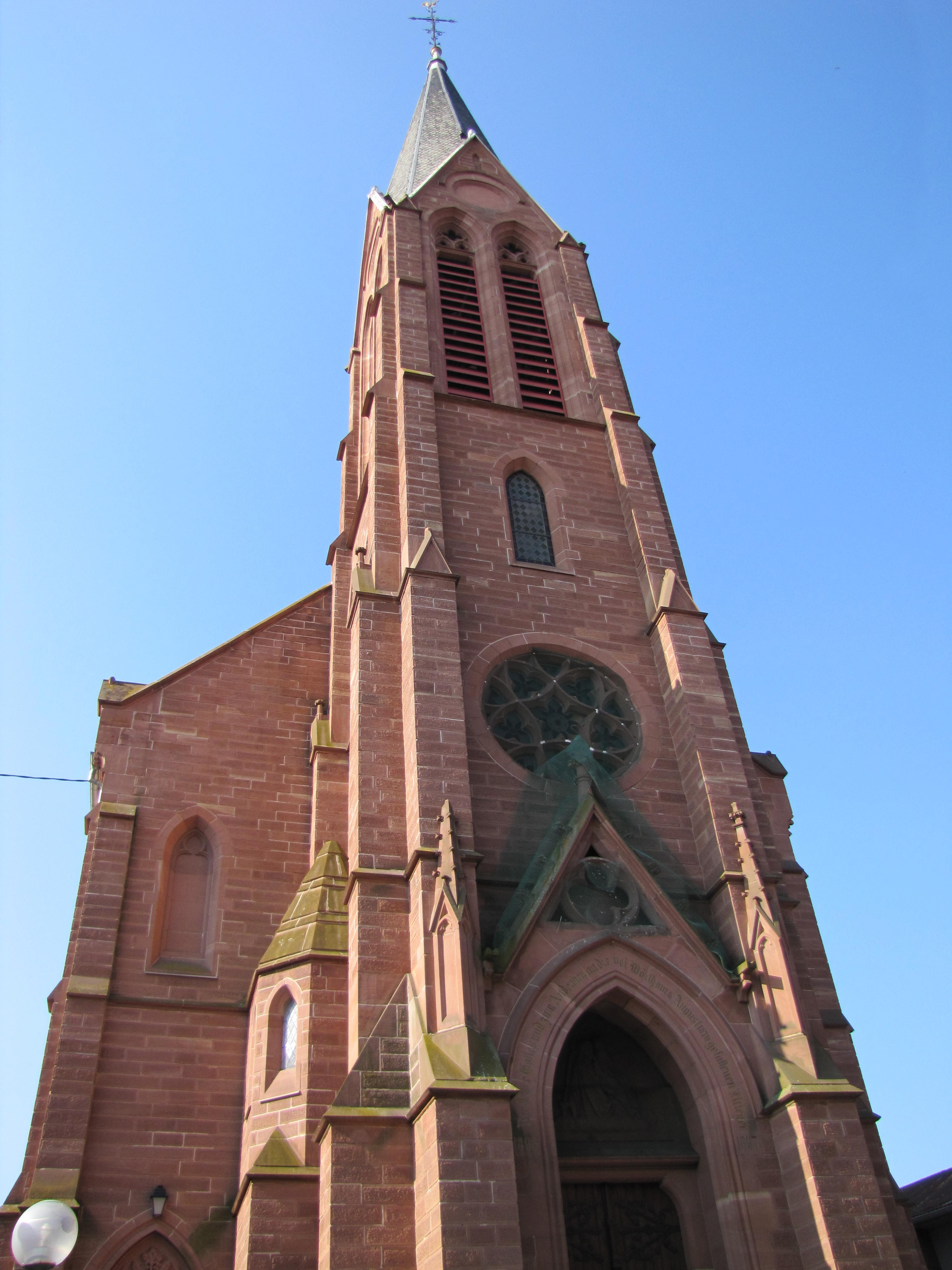
Kirche St. Laurentius

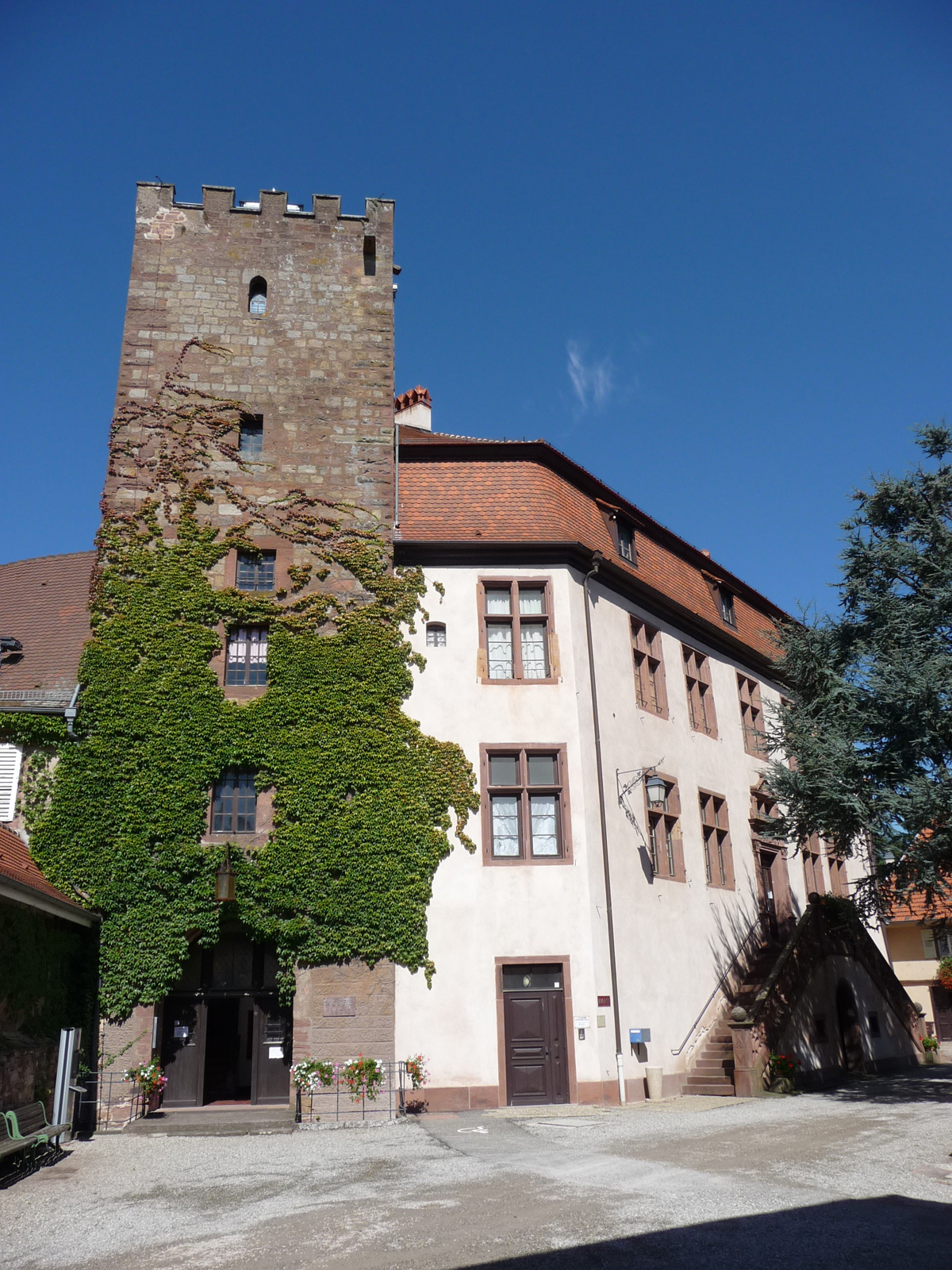
Schloss Wörth

Wœrth oder Woerth (deutsch Wörth bzw. Wörth an der Sauer, früher auch Wördt) ist eine französische Gemeinde mit 1696 Einwohnern (Stand 1. Januar 2021) im Département Bas-Rhin (Unterelsass) in der Region Grand Est (bis 2015 Elsass). Sie gehört zum Arrondissement Haguenau-Wissembourg, zum Kanton Reichshoffen und zum Gemeindeverband Sauer-Pechelbronn.

## Geografie
Die Gemeinde Wœrth liegt an der Sauer am Fuß des zum südlichen Pfälzerwald gehörenden Hochwaldes, etwa 23 Kilometer südwestlich von Wissembourg. Das Gemeindegebiet von Wœrth ist Teil des Regionalen Naturparks Nord-Vogesen.

## Geschichte

### Mittelalter
Die Herren von Lichtenberg kauften Schloss, Stadt und Mühle Wörth (historisch auch: Nieder-Wörth) 1308 von den Wildgrafen von Kirchberg (Kyrburg). In der Herrschaft Lichtenberg war es dem Amt Wörth zugeordnet, das im 13. Jahrhundert entstanden war und dessen „Hauptstadt“ es am Ende des 14. Jahrhunderts wurde. 1330 erhielt Wörth (ein mit Furt und Fürth verwandtes Wort) das Stadtrecht, und zwar das von Hagenau. 1335 wurde eine Landesteilung zwischen der mittleren und der jüngeren Linie des Hauses Lichtenberg durchgeführt. Die Stadt fiel dabei an Ludwig III. von Lichtenberg, der die jüngere Linie des Hauses begründete.
Als 1480 mit Jakob von Lichtenberg das letzte männliche Mitglied des Hauses verstarb, wurde das Erbe zwischen seinen beiden Nichten, Anna und Elisabeth, geteilt. Anna hatte Graf Philipp IV. von Hanau (1514–1590) geheiratet, Elisabeth von Lichtenberg (* 1444; † 1495) Simon IV. Wecker von Zweibrücken-Bitsch. Amt Wörth und Stadt Wörth kamen bei der Teilung zu Zweibrücken-Bitsch.

### Frühe Neuzeit
1570 kam es zu einem weiteren Erbfall, der das Amt Wörth zur Grafschaft Hanau-Lichtenberg brachte: Graf Jakob von Zweibrücken-Bitsch (* 1510; † 1570) und sein schon 1540 verstorbener Bruder Simon V. Wecker hinterließen nur jeweils eine Tochter als Erbin. Die Tochter des Grafen Jakob, Margarethe (* 1540; † 1569), war mit Philipp V. von Hanau-Lichtenberg (* 1541; † 1599) verheiratet. Zu dem sich aus dieser Konstellation ergebenden Erbe zählte auch die zweite, nicht bereits durch Hanau-Lichtenberg regierte, Hälfte der ehemaligen Herrschaft Lichtenberg. Philipp V. von Hanau-Lichtenberg führte in den ererbten Gebieten sofort die Reformation durch, die wie sein übriges Herrschaftsgebiet nun lutherisch wurden.
Graf Philipp V. von Hanau-Lichtenberg richtete in der Stadt 1588 die erste Münze seiner Grafschaft ein.
Mit der Reunionspolitik Frankreichs unter König Ludwig XIV. kam Wörth unter französische Oberhoheit. Nach dem Tod des letzten Hanauer Grafen, Johann Reinhard III., fiel das Erbe – und damit auch Wörth – 1736 an den Sohn seiner einzigen Tochter, Charlotte, den Erbprinzen und späteren Landgrafen Ludwig (IX.) von Hessen-Darmstadt.

### Neuzeit
Mit dem durch die Französische Revolution begonnenen Umbruch wurde das Amt Wörth Bestandteil Frankreichs und in den folgenden Verwaltungsreformen aufgelöst.
Überregionale Bekanntheit erlangte der Ort durch die Schlacht bei Wörth zu Beginn des Deutsch-Französischen Krieges am 6. August 1870. An diese Schlacht, die in Frankreich als Bataille de Frœschwiller-Wœrth bekannt ist und die etwa 20.000 Tote forderte, erinnert im Ort ein Museum. In Deutschland sind bis heute in vielen Städten Straßen nach Wörth benannt. Die Erinnerung an diese für die Deutschen siegreiche Schlacht hatte früher eine wichtige Bedeutung in der Erinnerung an die deutsche Einigung von 1871. Vor allem westlich von Wörth, an den Straßen nach Fröschweiler und Elsasshausen, befinden sich zahlreiche Kriegsdenkmäler, die an die deutschen und französischen Opfer der Schlacht erinnern. Anfang August finden jedes Jahr Veranstaltungen zum Gedenken an die Schlacht statt, bei der sich viele Amateure treffen, die Uniformen und Ausrüstungen aus dieser Zeit vorführen.

### Jüdische Gemeinde
Wie die meisten elsässischen Orte hatte auch Woerth ab dem Mittelalter eine kleine jüdische Gemeinde. Nach der deutschen Besatzung überlebten nur noch wenige Juden, die Synagoge wurde geschlossen. Es existieren noch zwei Zeugnisse: Die Synagoge, erbaut 1920 neben dem Bayerischen Denkmal von 1870 und die Rue des Juifs (Juddegass) in der Altstadt. Über der Tür der Synagoge steht die Inschrift „שנת תצח לפק“

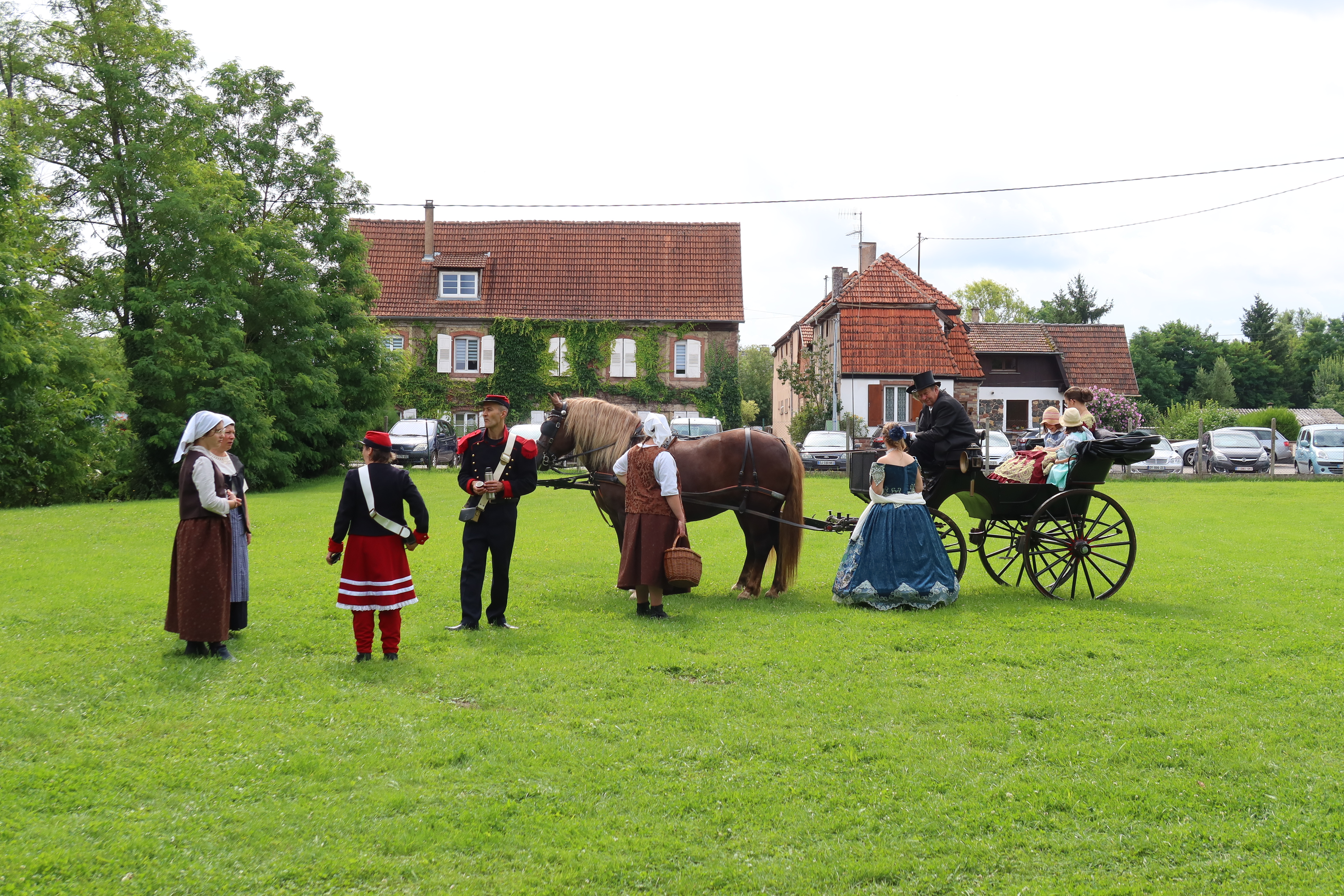
Woerth – Gedenkveranstaltung zum 6. August 1870

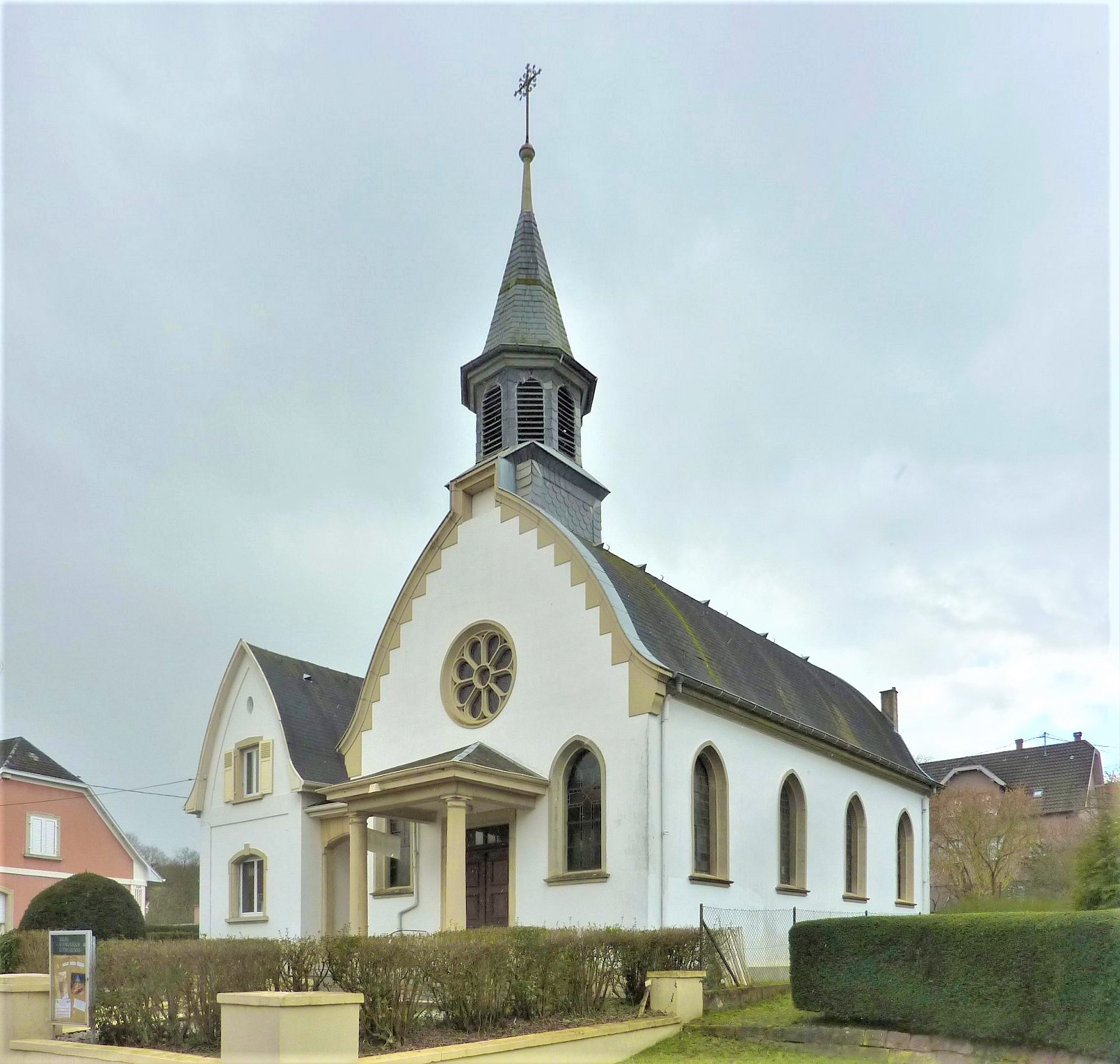
Woerth – Lutherische Trinitatiskirche

### Bevölkerungsentwicklung
| Jahr      | 1798 | 1962 | 1968 | 1975 | 1982 | 1990 | 1999 | 2007 | 2017 |
| --------- | ---- | ---- | ---- | ---- | ---- | ---- | ---- | ---- | ---- |
| Einwohner | 774  | 1335 | 1475 | 1741 | 1710 | 1626 | 1670 | 1814 | 1745 |

## Sehenswürdigkeiten
Die Lutherische Stadtkirche ist ein im Kern mittelalterliches, mehrfach umgebautes Gebäude. Sie war bis 1898 eine Simultankirche.
Es gibt eine Vielzahl von Kriegsdenkmälern des Deutsch-Französischen Krieges. Obwohl sich Deutschland und Frankreich in den beiden Weltkriegen als Feinde gegenüberstanden, blieben die Denkmäler erhalten, nur das monumentale Kaiser-Friedrich Denkmal wurde 1919 eingeschmolzen, um neue Glocken für die Kirche zu gießen. Der Schlacht bei Wörth ist auch das Musée de la Bataille du 6 Août 1870 im Schloss gewidmet.

## Wirtschaft
In Woerth betrieb Alcatel von 1989 bis 2002 die größte Minitel Fabrik Frankreichs, ca. 80 % aller Minitel Terminals wurden hier produziert. Bis zu 600 Mitarbeiter produzierten bis zu 4000 Geräte pro Tag, insgesamt ca. 6 Millionen.
Die Fabrik wurden von der Alcatel-Tochter S.E.S.M.S (Société Électomecanique de la Sauer) betrieben. Einige Komponenten wurde von den Alcatel Werken Strasbourg und Illkirch zugeliefert.
Das Ende der Fabrik in Woerth wurde von einem Streik der verbliebenen 222 Angestellten begleitet. Die Gesellschaft Info Réalité übernahm die Fabrik und 160 Arbeiter, musste allerdings selbst wenig später Konkurs anmelden.
Heute steht der große Industrie-Komplex leer, nur die ehemalige Kantine wurde in ein erfolgreiches Café-Restaurant umgewandelt.

## Sonstiges
1946 eröffnete Marguerite Bender ein Restaurant sans alcool (Alkoholfreies Restaurant) in Woerth, eines von nur zwei in ganz Frankreich. Sie gehörte zur evangelikalen Gemeinde Woerths. Das oben erwähnte Café-Restaurant ist der Nachfolger, jetzt aber mit Alkohol. 

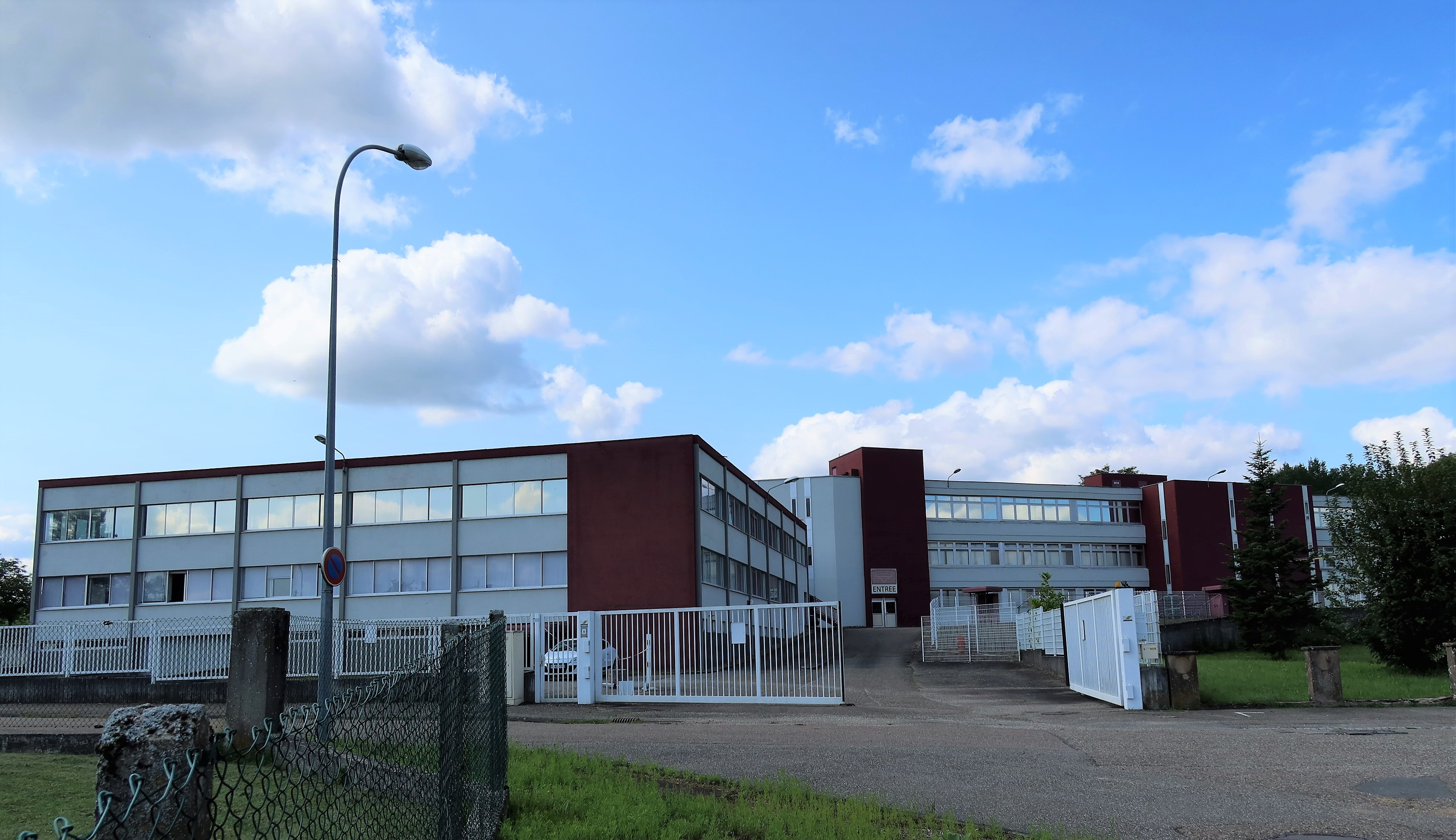
Woerth ehemalige Minitel Fabrik

## Persönlichkeiten
- Charles Émile Altorffer (1881–1960), Pfarrer, Beamter und Politiker